# Assefa Mezgebu
Assefa Mezgebu (19 giugno 1978) è un ex mezzofondista e maratoneta etiope.

## Palmarès

### Giochi olimpici
- 1 medaglia:
  - 1 bronzo (Sydney 2000 nei 10000 m)

### Mondiali
- 2 medaglie:
  - 1 argento (Edmonton 2001 nei 10000 m)
  - 1 bronzo (Siviglia 1999 nei 10000 m)

### Mondiali di corsa campestre
- 2 medaglie:
  - 1 argento (Vilamoura 2000 nella corsa lunga)
  - 1 bronzo (Marrakech 1998 nella corsa lunga)

### Giochi panafricani
- 1 medaglia:
  - 1 oro (Johannesburg 1999 nei 10000 m)

### Mondiali juniores
- 2 medaglie:
  - 2 ori (Sydney 1996 nei 5000 m; Sydney 1996 nei 10000 m)

## Altre competizioni internazionali
1994
- 4º alla Morat-Fribourg ( Friburgo), 17,2 km - 53'51"
- 8º alla Course de l'Escalade ( Ginevra), 9,1 km - 26'40"

1995
- Oro al County Durham International Crosscountry ( Durham) - 30'12"

1996
- 4º alla BOclassic ( Bolzano) - 28'44"
- Bronzo al Memorial Peppe Greco ( Scicli) - 28'46"
- 5º al Campaccio ( San Giorgio su Legnano) - 37'32"
- Oro al Warande Crosscountry ( Tilburg) - 29'53"

1997
- 4º al Cross de l'Acier ( Leffrinckoucke) - 29'36"
- Argento al Cross Internacional de la Constitucion ( Alcobendas) - 28'48"
- 6º al Warande Crosscountry ( Tilburg) - 29'55"

1998
- Oro al Giro podistico internazionale di Pettinengo ( Pettinengo), 9,5 km - 26'38"

2000
- 4º alla Zevenheuvelenloop (15 km) ( Nimega), 15 km - 43'28"
- Oro alla Ratinger Silvesterlauf ( Ratingen) - 28'30"
- Bronzo al Cross Internacional Zornotza ( Amorebieta) - 33'31"
- 7º all'Amendoeiras em Flor ( Albufeira) - 30'02"

2001
- Bronzo alla BOclassic ( Bolzano) - 28'46"
- Argento al Memorial Peppe Greco ( Scicli) - 29'20"
- Argento alla Great Ethiopian Run ( Addis Abeba) - 31'08"

2002
- 5º al Memorial Peppe Greco ( Scicli) - 28'59"
- 7º alla Million Dollar Road Race ( Doha) - 28'50"
- Bronzo alla Cinque Mulini ( San Vittore Olona) - 35'29"

2003
- 4º alla Zevenheuvelenloop (15 km) ( Nimega), 15 km - 44'11"

2004
- 8º al Giro Media Blenio ( Dongio) - 29'19"
- 9º al Giro podistico internazionale di Pettinengo ( Pettinengo), 9,5 km - 29'01"

2005
- 10º alla Las Vegas Marathon ( Las Vegas) - 2h25'24"

2006
- 5º alla Milano Marathon ( Milano) - 2h15'16"
- 14º alla Virginia Beach Rock 'n' Roll Half Marathon ( Virginia Beach) - 1h06'38"

2007
- 5º alla Padova Marathon ( Padova) - 2h15'47"
- 7º alla PF Chang's Rock 'n' Roll Arizona ( Tempe) - 2h19'38"
- 8º alla Great Yorkshire Run ( Sheffield) - 30'00"

2008
- 6º alla Maratona di Zurigo ( Zurigo) - 2h14'52"